# Казимирове (зупинний пункт)
Казимирове (біл. Казімірава) — пасажирський зупинний пункт Гомельського відділення Білоруської залізниці на електрифікованій на лінії Жлобин — Осиповичі I між зупинним пунктом Малевичі та станцією Червоний Берег. Розташований за 2 км на південний схід від села Чертеж та за 3,7 км на північний схід від однойменного села Казимирове Жлобинського району Гомельської області.

## Пасажирське сполучення
На зупинниму пункті Казимирове зупиняються приміські поїзди економ-класу сполученням Жлобин — Осиповичі I та Жлобин — Рабкор.
Приблизний час в дорозі приміським поїздом з усіма зупинками до станції Жлобин-Пасажирський — 20 хвилин, до станції Осиповичі I — 1 година 55 хвилин.